# Cape Hordern
Cape Hordern  – przylądek Antarktydy oddzielający Wybrzeże Knoxa od Wybrzeża Królowej Marii.

## Nazwa
Nazwany początkowo przez Douglasa Mawsona (1882–1958) Hordern Island na cześć australijskiego przedsiębiorcy Samuela Horderna (1876–1956), który patronował wyprawie Mawsona w latach 1911–1914 . Po tym, jak się okazało, że „wyspa” to jednak przylądek, Advisory Committee on Antarctic Names zmienił nazwę obiektu na Cape Hordern .

## Geografia
Pozbawiony pokrywy lodowej skalisty przylądek na północno-zachodnim krańcu Bunger Hills  . Oddziela Wybrzeże Knoxa od Wybrzeża Królowej Marii .

## Historia
Prawdopodobnie po raz pierwszy zaobserwowany przez A.L. Kennedy’ego (1889–1972) i innych członków wyprawy Australasian Antarctic Expedition Douglasa Mawsona (1882–1958) w latach 1911–1914 . Obserwacje prowadzono z klifu Watson Bluff na David Island podczas badań terenowych . Polarnicy sporządzili wówczas mapę zachodniej strony obiektu, który wyglądał na dwie małe wyspy na północ od Cape Hoadley . Obiekt został sfotografowany podczas amerykańskiej Operacji Highjump (1946–1947) oraz w 1956 roku podczas jednej z wypraw australijskich . Następnie sfotografowany i zmapowany również przez radziecką ekspedycję antarktyczną .
Po porównaniu map Kennedy’ego z mapami sporządzonymi w 1955 roku na podstawie zdjęć lotniczych wykonany podczas Operacji Highjump „wyspa” okazała się przylądkiem .  